# Cercomela
A Cercomela a madarak osztályának verébalakúak (Passeriformes) rendjébe és a légykapófélék (Muscicapidae) családjába tartozó ma már nem használt nem.
Egy 2010-ben lezajlott molekuláris vizsgálat során kiderült, hogy a Cercomela nem polifiletikus és a típusfajt, a koromfarkú csukot (Cercomela melanura) áthelyezték az Oenanthe nembe tartozó hantmadarak közé, több más fajjal együtt.  
Ezen vizsgálat eredményeit egy 2012-ben lezajlott vizsgálat megerősítette. 
Ezen vizsgálatok következményeként a Cercomela nemet felszámolták, és a korábban oda sorolt fajokat több nembe sorolták át.

## Rendszerezés
A nembe az alábbi 9 faj tartozik:
- Cercomela sinuata
- Cercomela schlegelii
- Cercomela tractrac
- Cercomela familiaris
- Cercomela scotocerca
- Cercomela fusca
- Cercomela dubia
- koromfarkú csuk (Cercomela melanura vagy Oenanthe melanura)
- Cercomela sordida